# El Tepehuaje de Morelos
El Tepehuaje de Morelos es una localidad del estado mexicano de Jalisco. Es parte del municipio de San Martín Hidalgo.

## Toponimia
El nombre «Morelos» rinde homenaje a José María Morelos, héroe de la Independencia de México.

## Demografía
| Gráfica de evolución demográfica |
|                                  |

| Censo | Población |
| ----- | --------- |
| 1900  | 771       |
| 1910  | 905       |
| 1921  | 1 108     |
| 1930  | 1 074     |
| 1940  | 1 181     |
| 1950  | 1 750     |
| 1960  | 1 826     |
| 1970  | 2 403     |
| 1980  | 2 015     |
| 1990  | 2 527     |
| 2000  | 2 523     |
| 2010  | 2 245     |
| 2020  | 2 331     |